# Ataque de Boulder en 2025
El 1 de junio de 2025, en Boulder, Colorado, Estados Unidos, Mohamed Sabry Soliman, un egipcio residente en Colorado, presuntamente utilizó un lanzallamas improvisado y cócteles molotov para atacar a un grupo que participaba en una caminata de solidaridad con los rehenes tomados de Israel durante los ataques del 7 de octubre. El ataque dejó al menos siete personas heridas, incluido el sospechoso. Una mujer de 82 años que resultó herida en el ataque murió a causa de sus heridas el 25 de junio.  Soliman gritó varias expresiones políticas durante el ataque, y luego declaró en una entrevista policial que atacó al grupo porque creía que eran sionistas. Soliman fue acusado de una docena de cargos de delitos de odio federales  y 118 cargos penales estatales.

## Ataque
Antes del ataque, el agresor se vistió de jardinero para poder acercarse a los caminantes sin llamar mucho la atención. Compró flores en Home Depot, vestía un chaleco naranja y llevaba una mochila rociadora de malezas llena de gasolina. 
Testigos informaron que alrededor de la 1:26 pm MDT, un hombre sin camisa lanzó bombas molotov a los participantes en la caminata cerca de la 13th Street y Pearl Street. Miri Kornfeld, organizadora de Run for Their Lives, dijo a KUSA-TV que cuando llegaron había un hombre esperándolos y les arrojó botellas. Una mujer resultó gravemente quemada y tuvo que rodar por el suelo para apagar el fuego.  Según el FBI, el atacante gritó "¡Fin al sionismo!", "¡Palestina libre!" y "¡Cuántos niños muertos!" durante el ataque. 

## Víctimas
Según la Fiscalía, en el ataque resultaron heridos al menos quince personas, ocho mujeres y siete hombres, cuyas edades oscilaban entre los 25 y los 88 años. Algunas de las personas consideradas víctimas no sufrieron lesiones físicas, pero aun así se las consideró víctimas porque se las puso en riesgo.   Seis de las víctimas fueron hospitalizadas y dos de ellas tuvieron que ser trasladadas en helicóptero al hospital. Las dos víctimas trasladadas en avión fueron llevadas a la unidad de quemados de UCHealth, mientras que las demás fueron ingresadas en Boulder Community Health .  Las lesiones incluyeron quemaduras de segundo y tercer grado ; tres de las víctimas seguían hospitalizadas cuatro días después del ataque.  Karen Diamond, de 82 años y originaria de Colorado, falleció a causa de las graves heridas sufridas en el ataque del 25 de junio. 

## Perpetrador
El sospechoso fue identificado como Mohamed Sabry Soliman, egipcio de 45 años nació el 15 de diciembre de 1979.    Soliman nació y creció en el-Motamedia en la Gobernación de Gharbia   y vivió en Kuwait durante 17 años.  La policía de la ciudad de Boulder no lo conocía previamente,  pero la Oficina del Sheriff del Condado de El Paso había respondido a tres llamadas que involucraban a Soliman. 

## Investigación
El FBI describió inmediatamente el incidente como un "ataque terrorista selectivo", pero durante una conferencia de prensa, el jefe de policía de Boulder, Stephen Redfearn, dijo que era "demasiado pronto para determinar el motivo".  Mientras estaba detenido, Soliman no mostró ningún remordimiento, diciendo que odiaba "al grupo sionista", que quería matar a toda "la gente sionista" y que si se le diera la oportunidad, lo haría de nuevo. Posteriormente fue acusado de una docena de delitos de odio, y estos comentarios fueron referenciados en la declaración jurada.    